# Кованьковка
Кованьковка (укр. Кованьківка) — село,
Надержинщинский сельский совет,
Полтавский район,
Полтавская область,
Украина.
Код КОАТУУ — 5324083506. Население по переписи 2001 года составляло 140 человек.

## Географическое положение
Село Кованьковка находится на правом берегу реки Свинковка, выше по течению на расстоянии в 1 км расположено село Забаряны, на противоположном берегу — село Надержинщина.
К селу примыкает лесной массив.

## Известные люди
В селе родился Олепир, Алексей Иванович — Герой Советского Союза.